# Opinione pubblica
L'opinione pubblica è l'insieme delle opinioni e del pensiero di una società o delle convinzioni mantenute dalla popolazione adulta.
Può essere influenzata dalle pubbliche relazioni e dai mezzi di comunicazione di massa; in aggiunta, i mass media utilizzano un'ampia gamma di tecniche pubblicitarie per diffondere il proprio messaggio di vendita, cambiando il giudizio delle persone. Viene inoltre frequentemente misurata usando i metodi del sondaggio a campione ed è oggetto di studio della demodoxalogia. Etimologia: l'unione dei termini opinione e pubblico in un concetto composito con significato politico appare nel pensiero filosofico liberale e democratico del Settecento.

## Descrizione
Essa esprime la somma delle opinioni dei singoli, che la comunicano nei modi più disparati utilizzando gli strumenti di comunicazione tipici degli esseri umani: in questo modo ogni singola persona diventa artefice delle decisioni di chi li rappresenta. È responsabilità dei cittadini ed è nel loro interesse formarsi un'opinione il più possibile chiara ed obiettiva, visto che la propria singola opinione ha il potere, in ultima analisi, di far decidere a chi li governa quali decisioni prendere.
L'importanza dell'opinione pubblica diventa cruciale durante il periodo delle elezioni politiche, ma non solo: l'opinione pubblica in democrazia influenza e determina sempre le decisioni della politica, dei governi e talvolta anche dell'economia.

### L'importanza nella democrazia
È importante che in una democrazia esista una opinione pubblica attenta e informata. Infatti la democrazia prevede che i cittadini operino delle scelte e prendano delle decisioni:
- Direttamente, ad esempio tramite referendum;
- Indirettamente, cioè scegliendo alle elezioni i propri rappresentanti fra i diversi programmi e candidati proposti dai molteplici partiti politici.

I cittadini in democrazia esprimono la propria opinione anche in altri modi, sanciti dalla Costituzione, quali ad esempio: lo sciopero o le manifestazioni. L'espressione della propria opinione fa parte dei diritti fondamentali dell'individuo ed è libera, come lo sono il pensiero o la parola. In uno Stato libero la singola opinione concorre a formare l'opinione pubblica.

### Il diritto di informazione
Il diritto di informazione è importante per formare l'opinione pubblica.
È fondamentale che il cittadino possa discutere e confrontare liberamente le proprie idee con quelle degli altri e che possa essere informato nel modo più completo possibile su quello che accade nelle sedi pubbliche e su quello che pensano gli altri anche tramite più organi di informazione come radio, TV, giornali liberi e non sottoposti a censura o che diventino strumento di propaganda.
La nascita e lo sviluppo della televisione ha profondamente influenzato la sua formazione ed informazione, ad esempio di un cattivo uso delle televisioni è quello di mostrare alcune persone un numero molto elevato di volte, inducendo il pubblico a ritenere che quelle determinate persone siano molto importanti anche se in realtà rappresentano un numero esiguo di cittadini, mentre al contrario il fatto di mostrare poco o nulla persone che al contrario rappresentano un numero molto elevato di cittadini (ad esempio i rappresentanti dei consumatori o di associazioni del terzo settore che rappresentano i cittadini in genere) induce i cittadini stessi a pensare che il peso di queste ultime persone sia nullo o quasi.